# Zdzisław Zaczyk
Zdzisław Zaczyk (ur. 31 marca 1925 w Krakowie, zm. 1 września 2023 w Konstancinie-Jeziornie) – polski śpiewak operetkowy (tenor). Brat aktora Stanisława Zaczyka.

## Kariera
W młodości śpiewał w Krakowskim Chórze Wawelskim. Nie myślał jednak wtedy o karierze śpiewaka. Ukończył studia na wydziale lotniczym Politechniki Krakowskiej. Za namową starszego brata Stanisława udał się na przesłuchanie do legendarnej śpiewaczki Ady Sari. Zachwycona głosem Zdzisława zajęła się jego edukacją. W Warszawie pod opieką Ady Sari ukończył studia wokalne w Konserwatorium Warszawskim. Od 1954 był solistą Operetki Warszawskiej. Śpiewał partie tenorowe w operetkach klasycznych i współczesnych; m.in. Cnotliwa Zuzanna, Księżniczka czardasza, Zemsta nietoperza czy Orfeusz w piekle.

## Życie prywatne
Od 1956 był mężem aktorki i tancerki Agnieszki Byrskiej (ur. 1933; córka aktorskiej pary: Ireny Byrskiej i Tadeusza Byrskiego). Para miała córkę Joannę (ur. 1957). W 2015 oboje zamieszkali w Domu Aktora w Skolimowie. Tam Zdzisław Zaczyk zmarł 1 września 2023.
Pochowany na Cmentarzu Wolskim w Warszawie.
Według archiwów Instytutu Pamięci Narodowej w latach 1961–1979 był tajnym współpracownikiem Służby Bezpieczeństwa PRL o pseudonimie „Śpiewak”.